# 1913 v letectví
Tento článek obsahuje seznam událostí souvisejících s letectvím, které proběhly roku 1913.

## Události
- Edward Maitland provedl první seskok padákem ze vzducholodi Delta

### Únor
- 8. února – N. de Sackoff, ruský pilot bojující na straně Řeků, se stává prvním pilotem, který byl sestřelen v boji (byl zasažen pozemní palbou). Incident se odehrál u hradeb pevnosti Bizani během první balkánské války.

### Březen
- 5. března – armáda Spojených států amerických zřizuje svou první průzkumnou letku.

### Duben
- 6. dubna – v Monaku poprvé proběhl rychlostní závod hydroplánů zvaný Schneiderův pohár. Zvítězil Maurice Prévost.

### Červenec
- 1. července – Nizozemská královská armáda (Koninklijke Landmacht) vytváří vlastní letectvo 1913, rychlý rozvoj námořního letectva. Hydroplán Short Folder (S.64), sériové číslo 81, při vytahování na palubu HMS Hermes se složenými křídly.

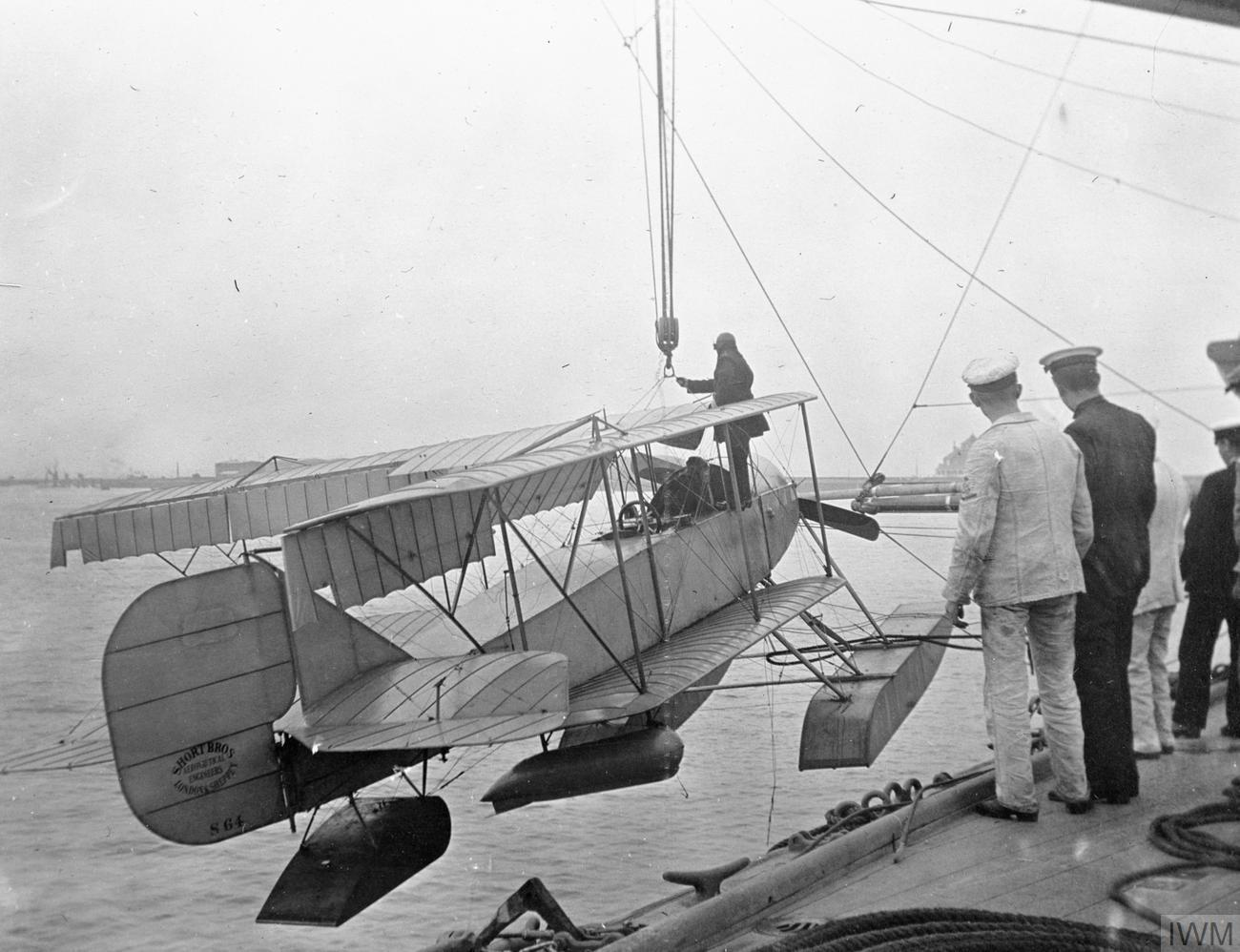
1913, rychlý rozvoj námořního letectva. Hydroplán Short Folder (S.64), sériové číslo 81, při vytahování na palubu HMS Hermes se složenými křídly.

- 5. července – nosič hydroplánů křižník HMS Hermes se poprvé účastní každoročních manévrů Královského námořnictva. Některá letadla jsou vybavena skládacími křídly pro snadné umístění na palubě lodi. Manévry, které končily 6. října, demonstrovaly možnosti provozu letadel na moři a zejména účelnost skládacích křídel.
- 17. července – Královské námořnictvo zavádí termín „hydroplán".

### Říjen
- 12. října – v osmém ročníku Poháru Gordona Bennetta zvítězili Američané Ralph H. Upson a Ralph A. Drury Preston

## První lety
- RAF B.E.8, britský víceúčelový dvouplošník
- R.A.F. F.E.2, britský stíhací dvouplošník s tlačnou vrtulí
- Maurice Farman MF.11, na konci roku

### Prosinec
- 10. prosince – Ilja Muromec, ruský čtyřmotorový dopravní letoun